# Basilika Unserer Lieben Frau vom Berg Karmel (Campinas)

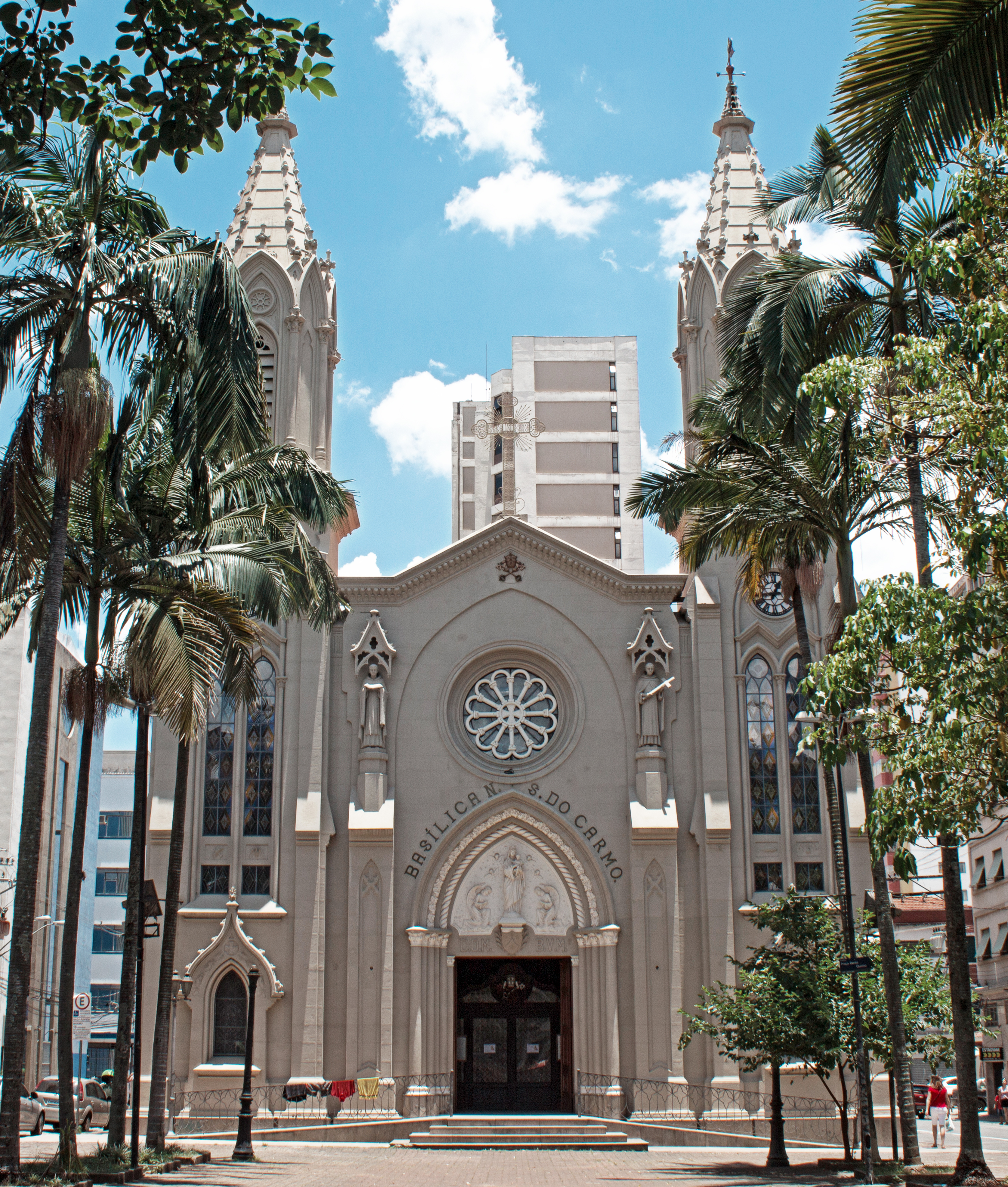
Basilika Unserer Lieben Frau vom Berg Karmel

Die Basilika Unserer Lieben Frau vom Berg Karmel (portugiesisch Basilica Nossa Senhora do Carmo) ist eine römisch-katholische Pfarrkirche im Zentrum von Campinas im brasilianischen Bundesstaat São Paulo. Die Marienkirche des Erzbistums Campinas mit dem Titel einer Basilica minor stammt aus dem 18. Jahrhundert und wurde in den 1920er Jahren im neugotischen Stil wiedererrichtet. Sie liegt am Largo do Carmo im Zentrum von Campinas. Ursprünglich war sie die Mutterkirche der Stadt, um die herum sich Campinas entwickelte.

## Geschichte

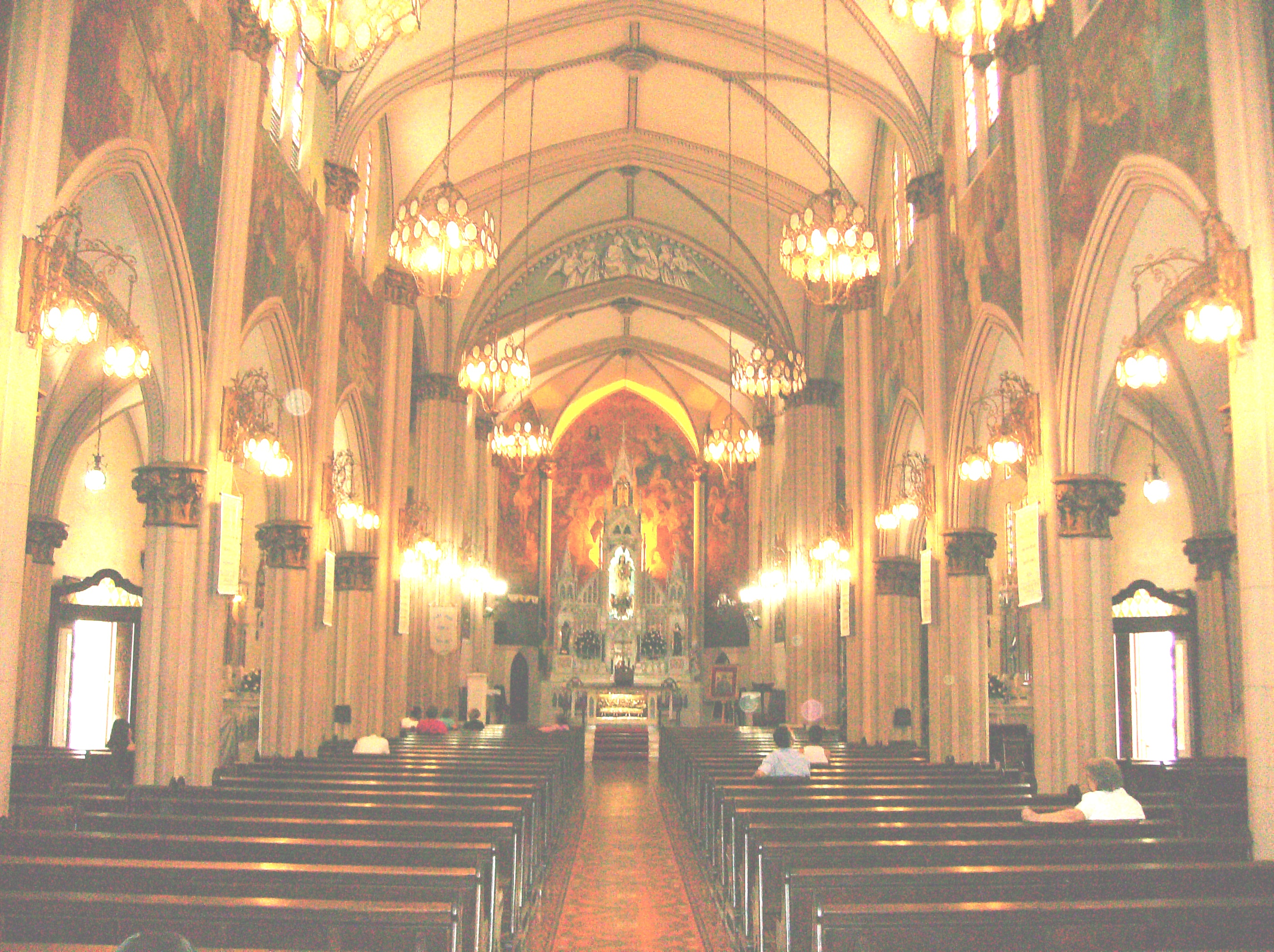
Innenraum

Das erste Kirche wurde am 14. Juli 1774 mit der ersten Messe eröffnet, als die Gemeinde und die Stadt Campinas gegründet wurden. Es war eine provisorische, mit Stroh gedeckte Kirche, die sich dort befand, wo heute das Denkmal für Antônio Carlos Gomes steht. Diese Lehmkirche wurde durch die feste Kirche abgelöst, die am 25. Juli 1781 eingeweiht wurde. Diese Kirche war der Sitz der Pfarrei Nossa Senhora da Conceição während der Zeit der Kolonie und des Kaiserreichs Brasilien.
Mit dem Bau der Kathedrale 1870 wurde die Pfarrei auf Betreiben der Bevölkerung in die Matriz Nova (die Kathedrale) und die Matriz Velha geteilt.
Diese Matriz Velha wurde in den 1920er Jahren praktisch zerstört, mit Ausnahme des Hauptaltars und der Türme, um die heute bestehende Kirche im neugotischen Stil zu errichten. Der Bilderzyklus des Hauptschiffs illustriert das Leben der Jungfrau Maria, weitere Gemälde zeigen die Evangelisten sowie Teresa von Ávila und Papst Johannes XXII., die Schutzpatrone des Ordens der Karmeliten.
Die Kirche Nossa Senhora do Carmo wurde durch Papst Paul VI. am 6. November 1975 in den Rang einer Basilica minor erhoben.